# EADS CASA C-295
EADS CASA C-295 là một loại máy bay vận tải quân sự chiến thuật hai động cơ tua bin cánh quạt,do hãng Airbus Military chế tạo ở Tây Ban Nha.

## Biến thể
C-295MPhiên bản máy bay vận tải quân sự chuyên dụng. Nó có thể chở 71 binh sĩ, 48 lính dù, 27 cáng cứu thương, năm giường kích thước 2,24 x 2,74 m hoặc 3 xe quân sự hạng nhẹ.
C-295MPA/PersuaderPhiên bản máy bay tuần tra, săn ngầm. Nó có 6 giá treo dự phòng dưới thân và các cánh để sẵn sàng bổ sung các thiết bị săn ngầm trong trường hợp cần thiết.
AEW&CPhiên bản máy bay cảnh báo sớm và chỉ huy trên không.
NC-295Phiên bản máy bay do công ty hàng không Indonesia chế tạo riêng cho quân đội nước này.

## Quốc gia sử dụng
Algérie

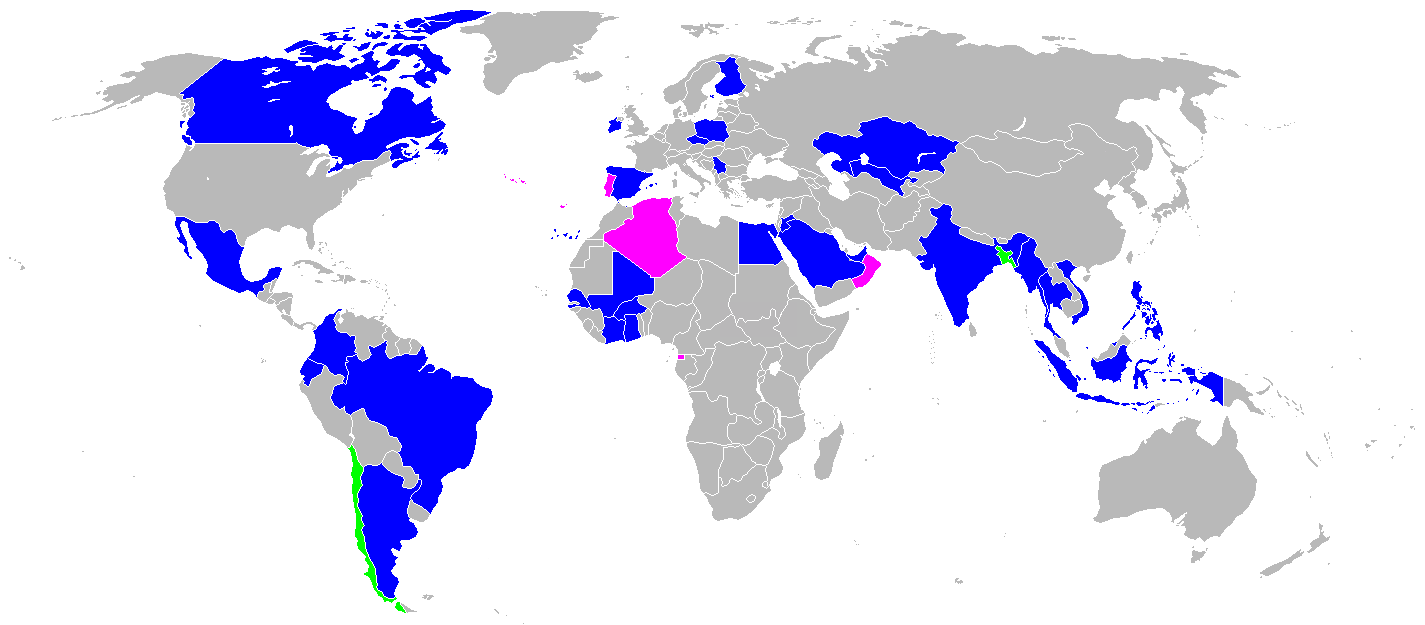
Quốc gia sử dụng CASA C-295:
Quốc gia dùng C-295M.
Ứng viên tiềm năng dùng C-295
Sử dụng cả hai phiên bản.

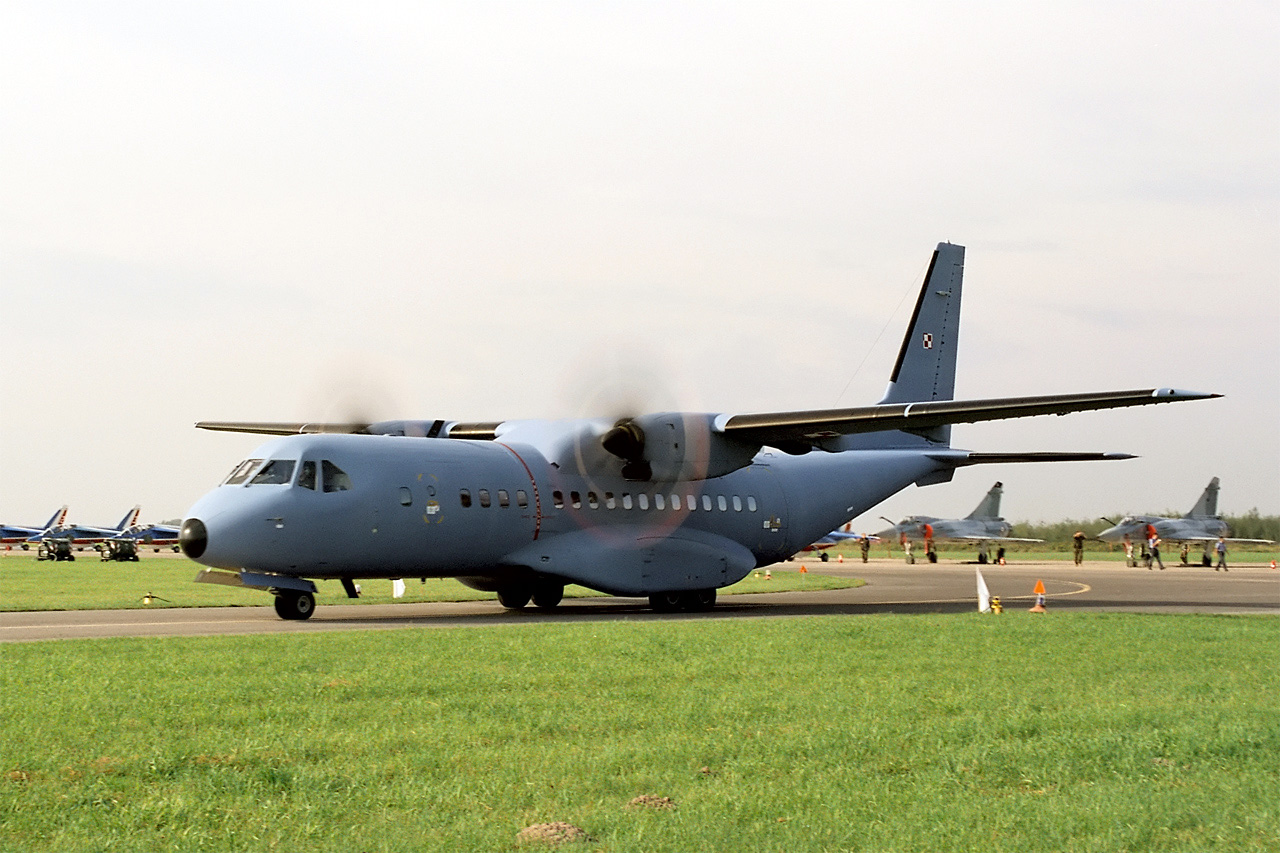
CASA C-295 của Không quân Ba Lan, tại Triển lãm Hàng không Radom năm 2005

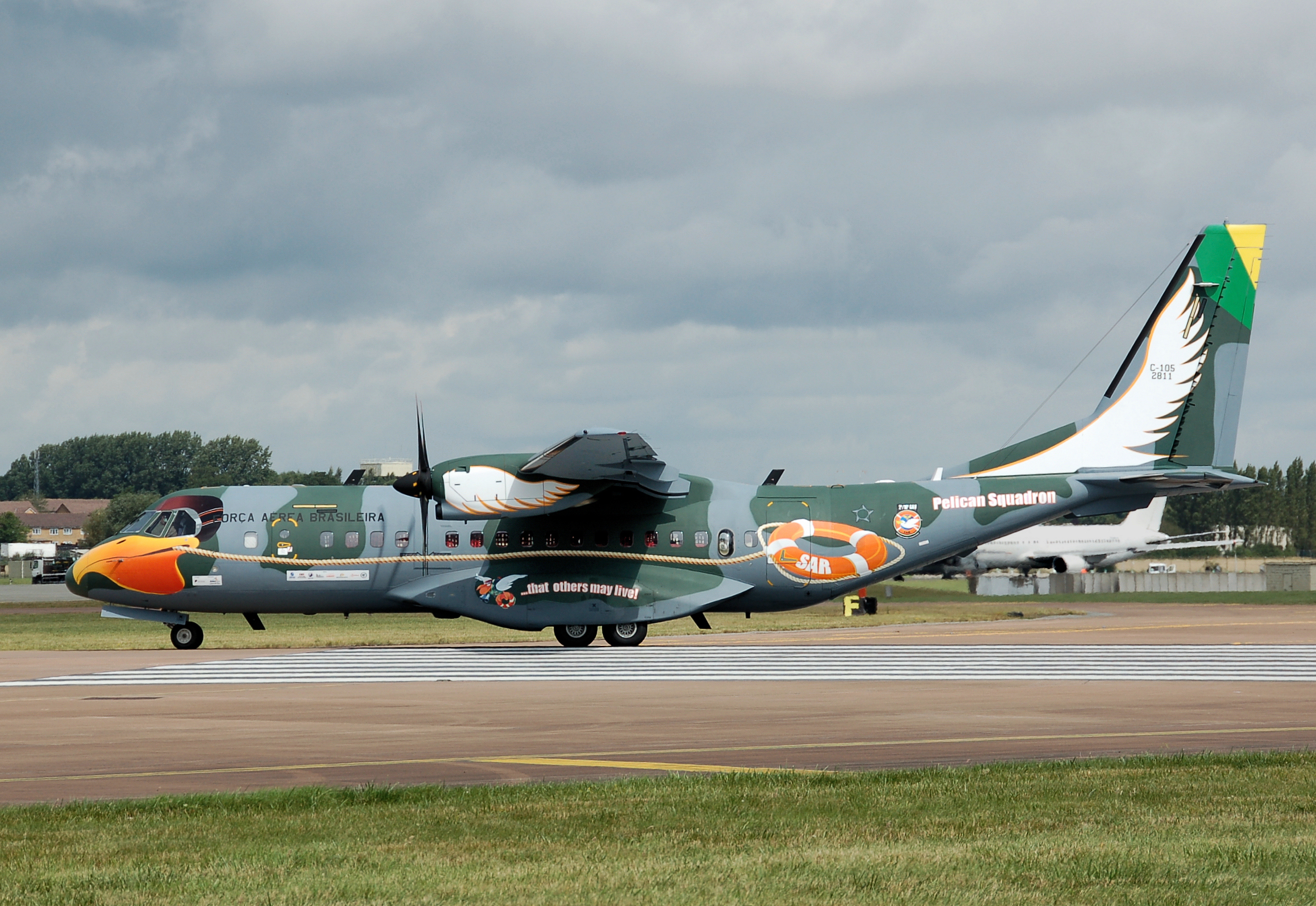
EADS CASA C-295 của Không quân Brazil trong màu sơn đặc biệt cho RIAT 2009

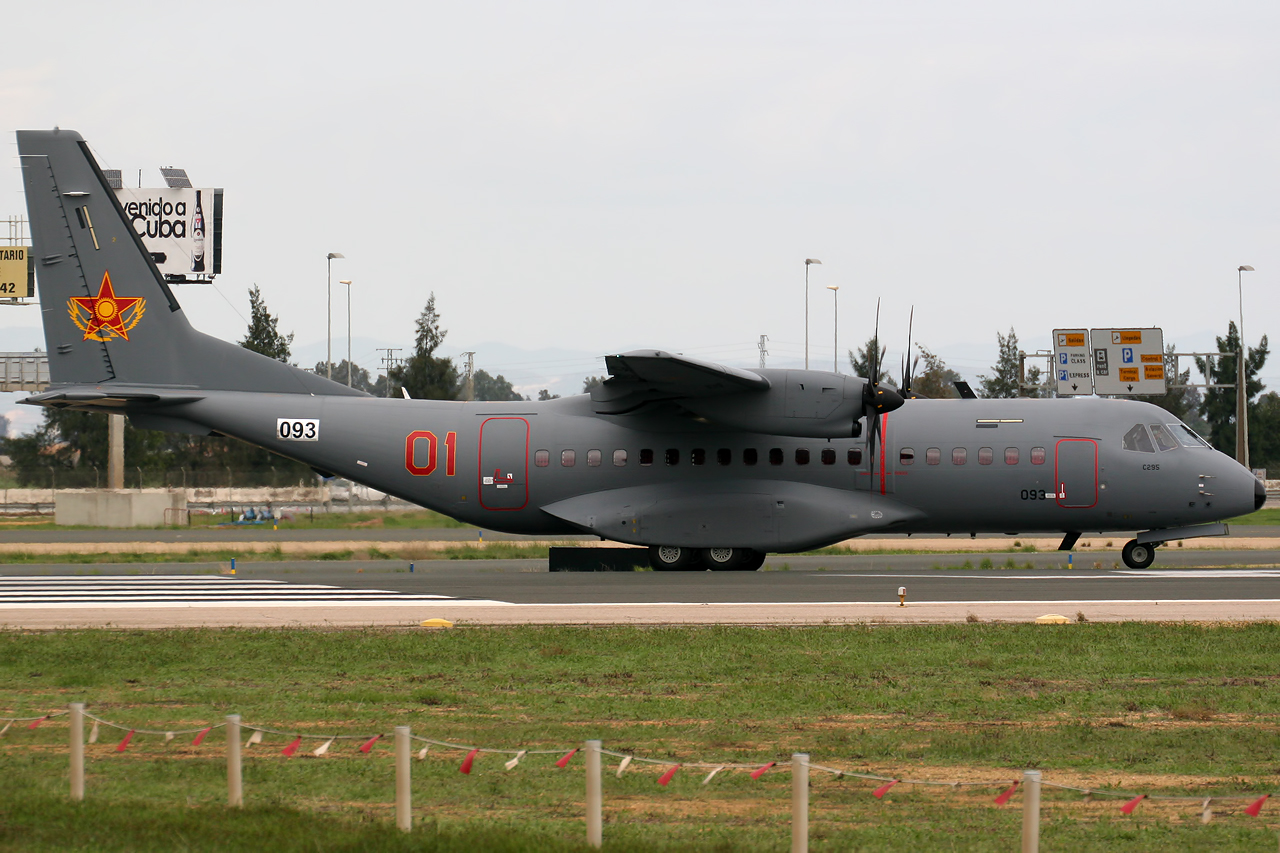
EADS CASA C-295 của Không quân Kazakh năm 2013

- Không quân Algeria 6 C-295.[2] Mất 1 chiếc trong tai nạn.[3]

 Brasil
- Không quân Brazil 12 C-295, định danh C-105A Amazonas, thay thế cho loại DHC-5/C-115 Buffalo.[2]

 Chile
- Hải quân Chile 3 C-295 MPA, thay thế P-3ACH Orions.

 Colombia
- Không quân Colombia 4 C-295.[4]

 Cộng hòa Séc
- Không quân Cộng hòa Séc 4 C-295.[5]

 Ai Cập
- Không quân Ai Cập 3 C-295.[6] Lần chuyển giao đầu vào on ngày 24 tháng 9 năm 2011.[7]. Tháng 1 năm 2013, Ai Cập đã ký tiếp đơn hàng tiếp theo cho 6 chiếc nữa.[8]

 Phần Lan
- Không quân Phần Lan 3 C-295 [9] (được lựa chọn thêm 4 chiếc)

 Ghana
- Không quân Ghana 2 C-295.[10] Máy bay đầu tiên được giao vào ngày 18 tháng 11 năm 2011.[11]

 Indonesia
- Không quân Indonesia 9 C-295.[12] Hai máy bay được giao vào tháng 9 năm 2012 và phần còn lại được giao vào mùa hè 2014.[13][14]

 Jordan
- Không quân Hoàng gia Jordan 2 C-295.[2]

 Kazakhstan
- Không quân Kazahk 2 C-295.[15] Kazakhstan được chuyển giao vào ngày 16 tháng 1 năm 2013.[16]

 México
- Không quân Mexico 6 C-295.
- Hải quân Mexico 4 C-295.

 Oman
- Không quân Hoàng gia Oman 5 C-295 và 3 C-295 MPA năm 2012.[17]

 Ba Lan
- Không quân Ba Lan 15 C-295.[18]. The total number of C-295s operating in the Không quân Ba Lan will be 16 when all of them are delivered

 Bồ Đào Nha
- Không quân Bồ Đào Nha 12 C-295.[2]

 Tây Ban Nha
- Không quân Tây Ban Nha 13 C-295 (định danh T.21).

 Vietnam
- Không quân Nhân dân Việt Nam 3 C-295M dùng động cơ PW 127GV.

## Tính năng kỹ chiến thuật (C-295M)
Dữ liệu lấy từ Airbus Military, c295.ca
Đặc điểm tổng quát
- Tổ lái: 2
- Sức chuyên chở: 71 lính
- Tải trọng: 9.250 kg (20.392 lbs)
- Chiều dài: 24,50 m (80 ft 3 in)
- Sải cánh: 25,81 m (84 ft 8 in)
- Chiều cao: 8,60 m (28 ft 3 in)
- Diện tích cánh: 59 m² (634,8 ft²)
- Trọng lượng cất cánh tối đa: 23.200 kg (51.146 lbs)
- Động cơ: 2 × Pratt & Whitney Canada PW127G Hamilton Standard 586-F (6 lá), 1.972 kW (2.645 hp)  mỗi chiếc

 Hiệu suất bay 
- Vận tốc cực đại: 576 km/h (311 knot, 358 mph)
- Vận tốc hành trình: 480 km/h (260 knot, 300 mph)
- Tầm bay: 4.600 km (với 3000 kg tải trọng) (2.600 mi) 2.300 nmi; (với 4.550 kilôgam (10.030 lb) tải trọng)

EADS CASA C-295

- Tầm bay đầy tải: 1.300 km (828 mi; 720 nmi)
- Tầm bay chuyển sân: 5.400 km (3.240 mi; 2.820 nmi)
- Trần bay: 9.100 m (25.000 ft)